# Monclar-de-Quercy
Pour les articles homonymes, voir Monclar.
Monclar-de-Quercy est une commune française située dans le sud-est du département de Tarn-et-Garonne, en région Occitanie.
Sur le plan historique et culturel, la commune est dans le Pays Montalbanais, correspondant à la partie méridionale du Quercy.
Exposée à un climat océanique altéré, elle est drainée par le Tescounet, le ruisseau de la Tauge, le ruisseau de Longues Aygues, le Gagnol et par divers autres petits cours d'eau.
Monclar-de-Quercy est une commune rurale qui compte 2 039 habitants en 2022, après avoir connu une forte hausse de la population depuis 1975. Elle fait partie de l'aire d'attraction de Montauban. Ses habitants sont appelés les Monclarais ou  Monclaraises.

## Géographie

### Localisation
Monclar est  une bastide médiévale du Quercy située dans l'aire d'attraction de Montauban. Elle est limitrophe du département du Tarn.

### Communes limitrophes
Les communes limitrophes sont  Génébrières, La Salvetat-Belmontet, La Sauzière-Saint-Jean, Montdurausse, Puycelsi, Puygaillard-de-Quercy et Vaïssac.
|                       | Vaïssac             | Puygaillard-de-Quercy         |
| Génébrières           | Monclar-de-Quercy   | Puycelsi (Tarn)               |
| La Salvetat-Belmontet | Montdurausse (Tarn) | La Sauzière-Saint-Jean (Tarn) |

### Géologie et relief
Située dans le pays Midi-Quercy, qui regroupe 49 communes du département de Tarn-et-Garonne. Ce pays présente différents paysages comme le Quercy vert avec des coteaux doux et verdoyants, la vallée de l'Aveyron, le Quercy Rouergue et les gorges de l'Aveyron avec des gorges entaillées, des plateaux et coteaux agricoles, le Bas Quercy avec ses paysages et coteaux, le Causse lotois avec ses pelouses sèches et caillouteuses et le Quercy caussadais avec ses coteaux, ses vallées et ses plaines agricoles.

### Hydrographie
La commune est drainée par le Tescounet, le ruisseau de la Tauge, le ruisseau de Longues Aygues, le Gagnol, le ruisseau de Cabertat, le ruisseau de Daramousque, le ruisseau de Fontinel, le ruisseau des Amazones, le ruisseau des Bardis, le ruisseau des Barrariès, le ruisseau des lézert, le ruisseau des Naudars, le ruisseau du Thérondel, le ruisseau du Tibas et par divers petits cours d'eau, constituant un réseau hydrographique de 59 km de longueur totale,.
Le Tescounet, d'une longueur totale de 21,7 km, prend sa source dans la commune de Salvagnac et s'écoule d'est en ouest. Il traverse la commune et se jette dans le Tescou à Saint-Nauphary, après avoir traversé 8 communes.
Le ruisseau de la Tauge, d'une longueur totale de 19,5 km, prend sa source dans la commune et s'écoule du sud-est vers le nord-ouest. Il traverse la commune et se jette dans l'Aveyron à Lamothe-Capdeville, après avoir traversé 7 communes.
Le ruisseau de Longues Aygues, d'une longueur totale de 11,4 km, prend sa source dans la commune et s'écoule du sud-est vers le nord-ouest. Il traverse la commune et se jette dans l'Aveyron à Nègrepelisse, après avoir traversé 3 communes.

Bassin versant du Tescou.
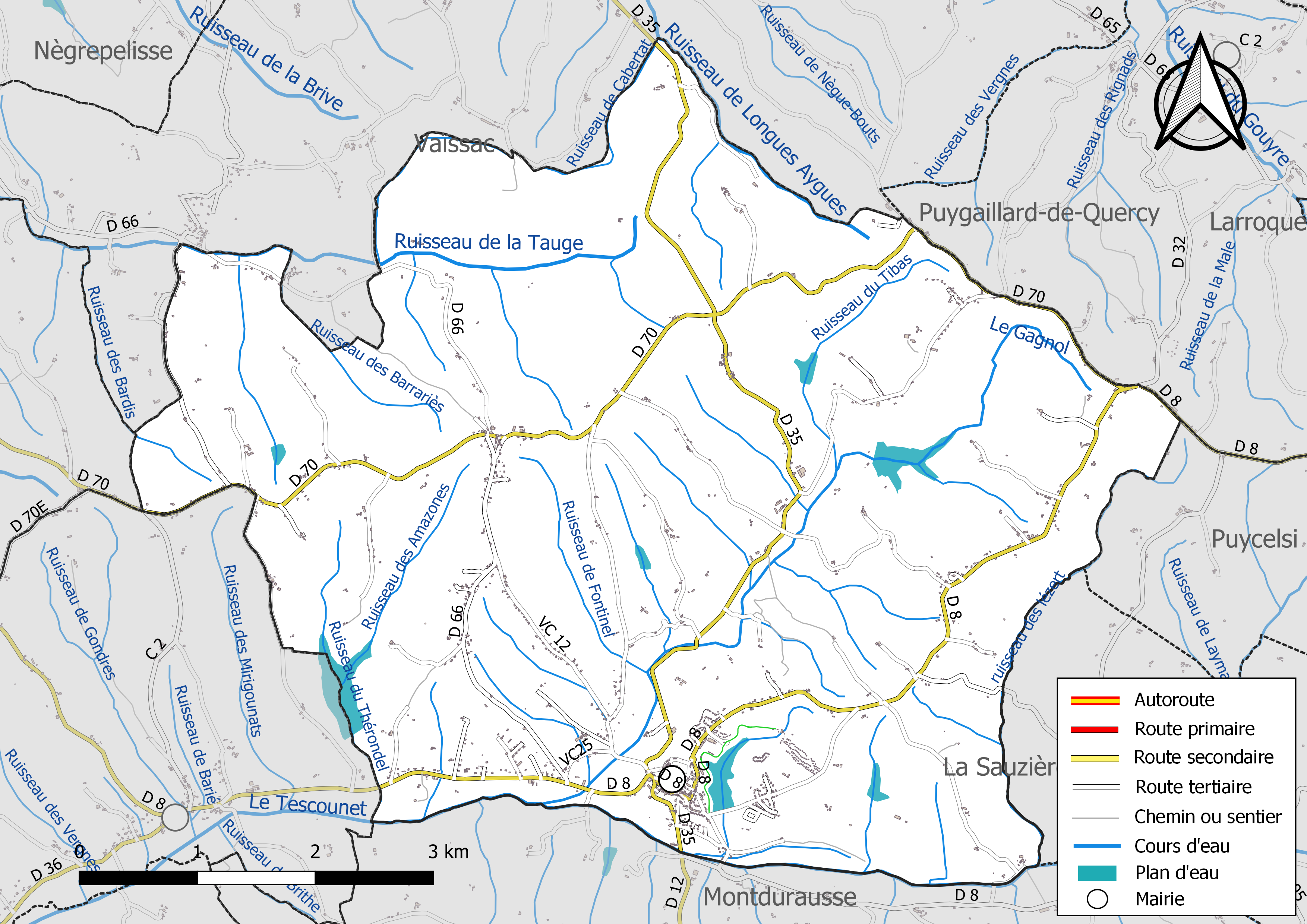
Réseaux hydrographique et routier de Monclar-de-Quercy.

### Climat
Pour des articles plus généraux, voir Climat de l'Occitanie et Climat de Tarn-et-Garonne.
En 2010, le climat de la commune est de type climat du Bassin du Sud-Ouest, selon une étude du Centre national de la recherche scientifique s'appuyant sur une série de données couvrant la période 1971-2000. En 2020, Météo-France publie une typologie des climats de la France métropolitaine dans laquelle la commune est exposée à un climat océanique altéré et est dans la région climatique Aquitaine, Gascogne, caractérisée par une pluviométrie abondante au printemps, modérée en automne, un faible ensoleillement au printemps, un été chaud (19,5 °C), des vents faibles, des brouillards fréquents en automne et en hiver et des orages fréquents en été (15 à 20 jours).
Pour la période 1971-2000, la température annuelle moyenne est de 13,1 °C, avec une amplitude thermique annuelle de 16 °C. Le cumul annuel moyen de précipitations est de 763 mm, avec 10,3 jours de précipitations en janvier et 5,6 jours en juillet. Pour la période 1991-2020, la température moyenne annuelle observée sur la station météorologique de Météo-France la plus proche, « Puycelsi », sur la commune de Puycelsi à 10 km à vol d'oiseau, est de 13,2 °C et le cumul annuel moyen de précipitations est de 740,4 mm. 
La température maximale relevée sur cette station est de 41,9 °C, atteinte le 24 août 2023 ; la température minimale est de −11,7 °C, atteinte le 8 février 2012,,.
Les paramètres climatiques de la commune ont été estimés pour le milieu du siècle (2041-2070) selon différents scénarios d'émission de gaz à effet de serre à partir des nouvelles projections climatiques de référence DRIAS-2020. Ils sont consultables sur un site dédié publié par Météo-France en novembre 2022.

### Milieux naturels et biodiversité
Aucun espace naturel présentant un intérêt patrimonial n'est recensé sur la commune dans l'inventaire national du patrimoine naturel,,.

## Urbanisme

### Typologie
Au 1er janvier 2024, Monclar-de-Quercy est catégorisée commune rurale à habitat dispersé, selon la nouvelle grille communale de densité à sept niveaux définie par l'Insee en 2022.
Elle est située hors unité urbaine. Par ailleurs la commune fait partie de l'aire d'attraction de Montauban, dont elle est une commune de la couronne,. Cette aire, qui regroupe 50 communes, est catégorisée dans les aires de 50 000 à moins de 200 000 habitants,.

### Occupation des sols
L'occupation des sols de la commune, telle qu'elle ressort de la base de données européenne d’occupation biophysique des sols Corine Land Cover (CLC), est marquée par l'importance des territoires agricoles (67,8 % en 2018), une proportion sensiblement équivalente à celle de 1990 (68,5 %). La répartition détaillée en 2018 est la suivante : 
terres arables (39,5 %), forêts (30,4 %), zones agricoles hétérogènes (15,9 %), prairies (12,3 %), zones urbanisées (1,2 %), espaces verts artificialisés, non agricoles (0,7 %). L'évolution de l’occupation des sols de la commune et de ses infrastructures peut être observée sur les différentes représentations cartographiques du territoire : la carte de Cassini (XVIIIe siècle), la carte d'état-major (1820-1866) et les cartes ou photos aériennes de l'IGN pour la période actuelle (1950 à aujourd'hui).

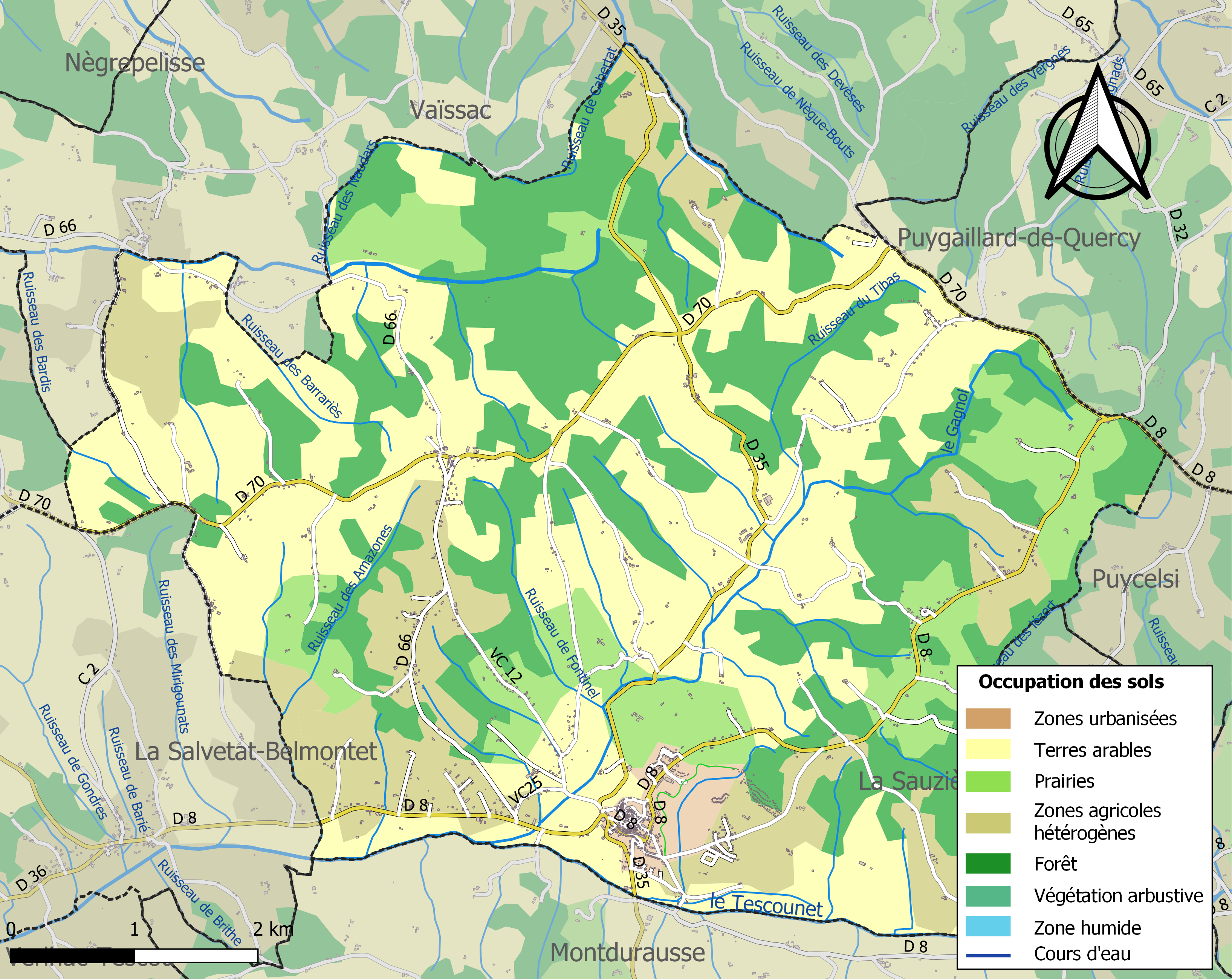
Carte des infrastructures et de l'occupation des sols de la commune en 2018 (CLC).

### Voies de communication et transports
Accès par l'autoroute A20 (rocade de Montauban) sortie  62.
Ancien tramway.

### Risques majeurs
Le territoire de la commune de Monclar-de-Quercy est vulnérable à différents aléas naturels : météorologiques (tempête, orage, neige, grand froid, canicule ou sécheresse), inondations, feux de forêts, mouvements de terrains et séisme (sismicité très faible). Il est également exposé à un risque technologique, le transport de matières dangereuses. Un site publié par le BRGM permet d'évaluer simplement et rapidement les risques d'un bien localisé soit par son adresse soit par le numéro de sa parcelle.

#### Risques naturels
Certaines parties du territoire communal sont susceptibles d’être affectées par le risque d’inondation par débordement de cours d'eau, notamment le Tescounet, le ruisseau de Longues Aygues et le ruisseau de la Tauge. La cartographie des zones inondables en ex-Midi-Pyrénées réalisée dans le cadre du XIe Contrat de plan État-région, visant à informer les citoyens et les décideurs sur le risque d’inondation, est accessible sur le site de la DREAL Occitanie. La commune a été reconnue en état de catastrophe naturelle au titre des dommages causés par les inondations et coulées de boue survenues en 1982, 1988, 1999, 2008 et 2013,.
Monclar-de-Quercy est exposée au risque de feu de forêt du fait de la présence sur son territoire . Le département de Tarn-et-Garonne présentant toutefois globalement un niveau d’aléa moyen à faible très localisé, aucun Plan départemental de protection des forêts contre les risques d’incendie de forêt (PFCIF) n'a été élaboré. Le débroussaillement aux abords des maisons constitue l’une des meilleures protections pour les particuliers contre le feu,.

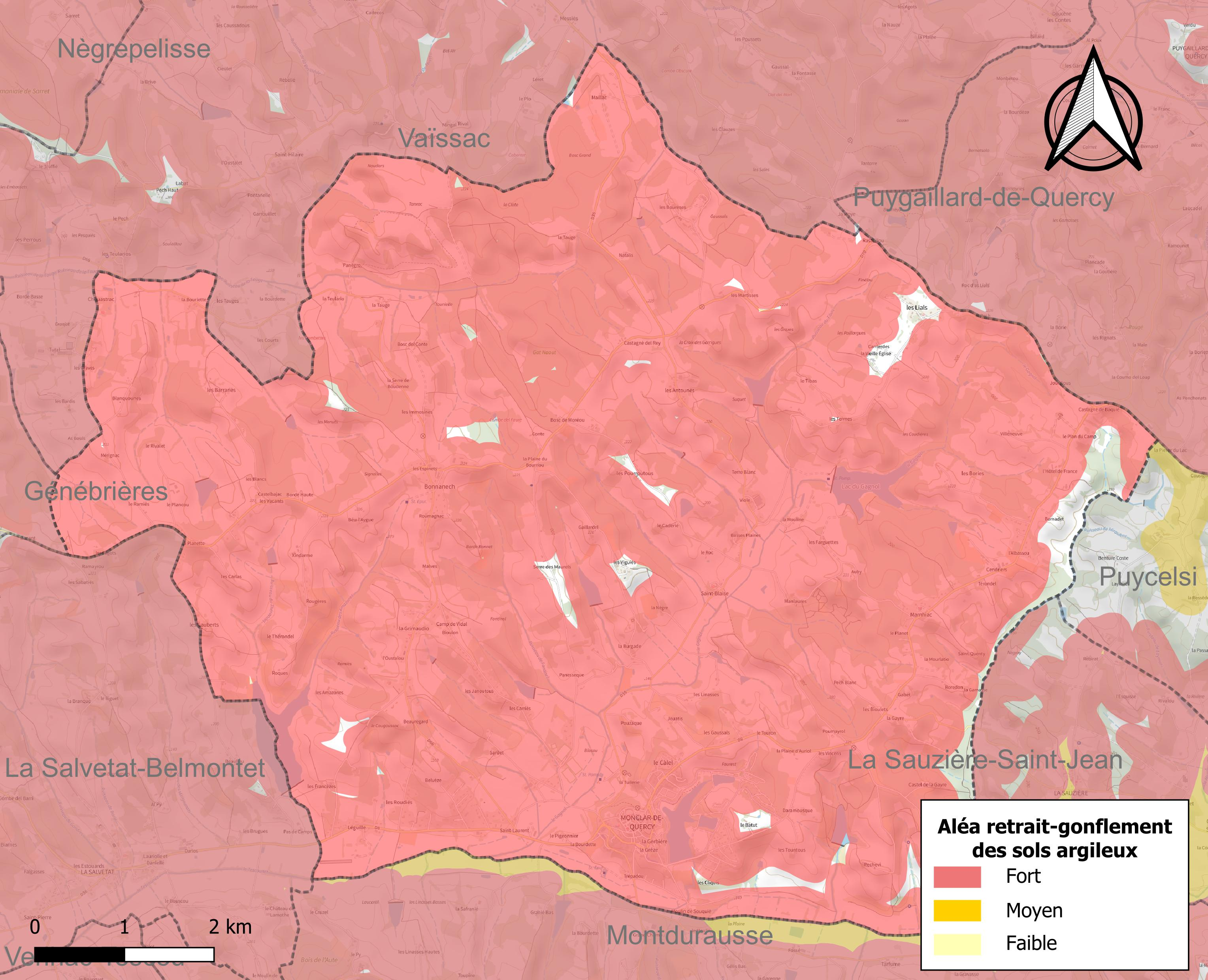
Carte des zones d'aléa retrait-gonflement des sols argileux de Monclar-de-Quercy.

Les mouvements de terrains susceptibles de se produire sur la commune sont des tassements différentiels.
Le retrait-gonflement des sols argileux est susceptible d'engendrer des dommages importants aux bâtiments en cas d’alternance de périodes de sécheresse et de pluie. 96,5 % de la superficie communale est en aléa moyen ou fort (92 % au niveau départemental et 48,5 % au niveau national). Sur les 974 bâtiments dénombrés sur la commune en 2019, 955 sont en aléa moyen ou fort, soit 98 %, à comparer aux 96 % au niveau départemental et 54 % au niveau national. Une cartographie de l'exposition du territoire national au retrait gonflement des sols argileux est disponible sur le site du BRGM,.
Par ailleurs, afin de mieux appréhender le risque d’affaissement de terrain, l'inventaire national des cavités souterraines permet de localiser celles situées sur la commune.
Concernant les mouvements de terrains, la commune a été reconnue en état de catastrophe naturelle au titre des dommages causés par la sécheresse en 1989, 1998, 1999, 2003, 2009, 2011 et 2016 et par des mouvements de terrain en 1999.

#### Risques technologiques
Le risque de transport de matières dangereuses sur la commune est lié à sa traversée par des infrastructures routières ou ferroviaires importantes ou la présence d'une canalisation de transport d'hydrocarbures. Un accident se produisant sur de telles infrastructures est susceptible d’avoir des effets graves sur les biens, les personnes ou l'environnement, selon la nature du matériau transporté. Des dispositions d’urbanisme peuvent être préconisées en conséquence.

## Histoire
L’histoire de ce village débute en l'an 587, au temps de la reine Brunehilde, quand le traité d'Andelot établit la paix entre les royaumes d'Austrasie et de Burgondie.
Le comte d’Aurillac possède cette seigneurie en 1009. Le castrum est conquis, en 1176, par les comtes de Toulouse sur les Trencavel.
Les derniers adeptes de l’hérésie cathare viennent s'y cacher en 1312.
Le 10 septembre 1532, Monclar hostile à la ligue est pris d’assaut par le duc de Joyeuse ; la ville et le château sont brûlés.
À la Révolution française, le château est détruit, l’église saccagée. Il faudra attendre 1880 pour que cette dernière soit reconstruite.
Monclar est réuni à Montauban dès 1920 par un chemin de fer départemental qui sera fermé en 1932.
En 1940, Raoul Magrin-Vernerey, s'engageant dans les Forces françaises libres à Londres, choisit comme nom de guerre « Monclar » en s'inspirant de Monclar-de-Quercy.
C'est en 1974 que Monclar est pourvu de ses trois lacs qui forment l'attrait principal de la base de loisir.

### Héraldique
| Monclar-de-Quercy | Son blasonnement est : De gueules à une montagne d'argent mouvant de la pointe, surmontée d'une étoile du même. |

## Politique et administration

### Rattachements administratifs et électoraux
Commune faisant partie de la communauté de communes du Quercy vert et du canton de Tarn-Tescou-Quercy vert (avant le redécoupage départemental de 2014, Monclar-de-Quercy était le chef-lieu de l'ex-canton de Monclar-de-Quercy).

#### Intercommunalité
La communauté de communes du Quercy vert prend naissance en 1996, en associant Monclar aux communes voisines de Génébrières, Léojac, La Salvetat-Belmontet et Verlhac-Tescou.

### Liste des maires
| Période                                  | Période                       | Identité         | Étiquette     | Qualité |
| ---------------------------------------- | ----------------------------- | ---------------- | ------------- | --- |
| 1878                                     | 1904                          | Osmin Raby       | Républicain   | Conseiller général de Monclar-de-Quercy (1891 → 1904)                                                                                            |
| 1904                                     | 1912                          | Ludovic Cambon   | Républicain   | Conseiller général de Monclar-de-Quercy (1904 → 1912)                                                                                            |
| Les données manquantes sont à compléter. |                               |                  |               | |
| 1925                                     | 1945                          | Urbain Roques    | Rad.          | Négociant Conseiller général de Monclar-de-Quercy (1919 → 1940)                                                                                  |
| 1945                                     | 1983                          | Roger Rignac     | Rad. puis MRG | Conseiller général de Monclar-de-Quercy (1949 → 1989)                                                                                            |
| 1983                                     | En cours (au 19 janvier 2021) | Jean-Paul Albert | SE-UDI        | Journaliste Conseiller général de Monclar-de-Quercy (1989 → 2015) Président de la CC du Quercy vert (1996 → 2014) Réélu pour le mandat 2020-2026 |
| Les données manquantes sont à compléter. |                               |                  |               | |

## Population et société

### Démographie
L'évolution du nombre d'habitants est connue à travers les recensements de la population effectués dans la commune depuis 1793. Pour les communes de moins de 10 000 habitants, une enquête de recensement portant sur toute la population est réalisée tous les cinq ans, les populations de référence des années intermédiaires étant quant à elles estimées par interpolation ou extrapolation. Pour la commune, le premier recensement exhaustif entrant dans le cadre du nouveau dispositif a été réalisé en 2006.

En 2022, la commune comptait 2 039 habitants, en évolution de +4,14 % par rapport à 2016 (Tarn-et-Garonne : +3,12 %, France hors Mayotte : +2,11 %).
| 1793  | 1800  | 1806  | 1821  | 1831  | 1836  | 1841  | 1846  | 1851  |
| ----- | ----- | ----- | ----- | ----- | ----- | ----- | ----- | ----- |
| 1 878 | 1 776 | 1 857 | 2 063 | 2 187 | 2 265 | 2 210 | 2 113 | 2 138 |

| 1856  | 1861  | 1866  | 1872  | 1876  | 1881  | 1886  | 1891  | 1896  |
| ----- | ----- | ----- | ----- | ----- | ----- | ----- | ----- | ----- |
| 2 202 | 2 118 | 2 142 | 2 026 | 1 983 | 1 874 | 1 816 | 1 760 | 1 665 |

| 1901  | 1906  | 1911  | 1921  | 1926  | 1931  | 1936  | 1946  | 1954  |
| ----- | ----- | ----- | ----- | ----- | ----- | ----- | ----- | ----- |
| 1 626 | 1 541 | 1 578 | 1 304 | 1 316 | 1 222 | 1 169 | 1 246 | 1 076 |

| 1962  | 1968  | 1975 | 1982 | 1990  | 1999  | 2006  | 2011  | 2016  |
| ----- | ----- | ---- | ---- | ----- | ----- | ----- | ----- | ----- |
| 1 107 | 1 153 | 949  | 980  | 1 086 | 1 265 | 1 445 | 1 834 | 1 958 |

| 2021  | 2022  | - | - | - | - | - | - | - |
| ----- | ----- | - | - | - | - | - | - | - |
| 2 026 | 2 039 | - | - | - | - | - | - | - |

### Enseignement
La commune possède deux écoles primaires : La Rose des vents et Saint-Joseph.

### Sports
Un club de rugby à XV, l'Avenir monclarais, est présent sur la commune.

## Économie

### Revenus
En 2018, la commune compte 744 ménages fiscaux, regroupant 1 786 personnes. La médiane du revenu disponible par unité de consommation est de 19 520 € (20 140 € dans le département).

### Emploi
|                | 2008  | 2013   | 2018   |
| -------------- | ----- | ------ | ------ |
| Commune        | 10 %  | 9,9 %  | 14,5 % |
| Département    | 8,4 % | 10,2 % | 10,3 % |
| France entière | 8,3 % | 10 %   | 10 %   |

En 2018, la population âgée de 15 à 64 ans s'élève à 1 148 personnes, parmi lesquelles on compte 75,5 % d'actifs (61,1 % ayant un emploi et 14,5 % de chômeurs) et 24,5 % d'inactifs,. Depuis 2008, le taux de chômage communal (au sens du recensement) des 15-64 ans est supérieur à celui de la France et du département.
La commune fait partie de la couronne de l'aire d'attraction de Montauban, du fait qu'au moins 15 % des actifs travaillent dans le pôle,. Elle compte 355 emplois en 2018, contre 337 en 2013 et 351 en 2008. Le nombre d'actifs ayant un emploi résidant dans la commune est de 707, soit un indicateur de concentration d'emploi de 50,3 % et un taux d'activité parmi les 15 ans ou plus de 56,8 %.
Sur ces 707 actifs de 15 ans ou plus ayant un emploi, 200 travaillent dans la commune, soit 28 % des habitants. Pour se rendre au travail, 88,4 % des habitants utilisent un véhicule personnel ou de fonction à quatre roues, 0,6 % les transports en commun, 4,7 % s'y rendent en deux-roues, à vélo ou à pied et 6,2 % n'ont pas besoin de transport (travail au domicile).

### Activités hors agriculture

#### Secteurs d'activités
135 établissements sont implantés  à Monclar-de-Quercy au 31 décembre 2019. Le tableau ci-dessous en détaille le nombre par secteur d'activité et compare les ratios avec ceux du département,.
| Secteur d'activité                                                                                        | Commune | Commune | Département |
| Secteur d'activité                                                                                        | Nombre  | %       | %           |
| --- | ------- | ------- | ----------- |
| Ensemble                                                                                                  | 135     | 100 %   | (100 %)     |
| Industrie manufacturière, industries extractives et autres                                                | 11      | 8,1 %   | (9,6 %)     |
| Construction                                                                                              | 19      | 14,1 %  | (14,9 %)    |
| Commerce de gros et de détail, transports, hébergement et restauration                                    | 46      | 34,1 %  | (29,7 %)    |
| Information et communication                                                                              | 1       | 0,7 %   | (1,9 %)     |
| Activités financières et d'assurance                                                                      | 2       | 1,5 %   | (3,4 %)     |
| Activités immobilières                                                                                    | 4       | 3 %     | (3,3 %)     |
| Activités spécialisées, scientifiques et techniques et activités de services administratifs et de soutien | 21      | 15,6 %  | (14,1 %)    |
| Administration publique, enseignement, santé humaine et action sociale                                    | 19      | 14,1 %  | (13,6 %)    |
| Autres activités de services                                                                              | 12      | 8,9 %   | (9,3 %)     |

Le secteur du commerce de gros et de détail, des transports, de l'hébergement et de la restauration est prépondérant sur la commune puisqu'il représente 34,1 % du nombre total d'établissements de la commune (46 sur les 135 entreprises implantées  à Monclar-de-Quercy), contre 29,7 % au niveau départemental.

#### Entreprises et commerces
Les cinq entreprises ayant leur siège social sur le territoire communal qui génèrent le plus de chiffre d'affaires en 2020 sont : 
- Soc Monclaraise De Distribution, supermarchés (2 991 k€)
- ETS Emile Robert, activités de soutien aux cultures (317 k€)
- Le Pain Rustique, boulangerie et boulangerie-pâtisserie (180 k€)
- Chez Malou, restauration de type rapide (96 k€)
- Fan 2 Borgia, restauration de type rapide (88 k€)

### Agriculture
La commune est dans le « Bas-Quercy de Montclar », une petite région agricole située dans l'est du département de Tarn-et-Garonne. En 2020, l'orientation technico-économique de l'agriculture  sur la commune est la polyculture et/ou le polyélevage.
|               | 1988  | 2000  | 2010  | 2020  |
| ------------- | ----- | ----- | ----- | ----- |
| Exploitations | 89    | 57    | 42    | 32    |
| SAU (ha)      | 1 872 | 1 861 | 1 670 | 1 712 |

Le nombre d'exploitations agricoles en activité et ayant leur siège dans la commune est passé de 89 lors du recensement agricole de 1988  à 57 en 2000 puis à 42 en 2010 et enfin à 32 en 2020, soit une baisse de 64 % en 32 ans. Le même mouvement est observé à l'échelle du département qui a perdu pendant cette période 57 % de ses exploitations,. La surface agricole utilisée sur la commune a également diminué, passant de 1 872 ha en 1988 à 1 712 ha en 2020. Parallèlement la surface agricole utilisée moyenne par exploitation a augmenté, passant de 21 à 54 ha.

## Culture et patrimoine

### Lieux et monuments
- Église Notre-Dame-de-l'Assomption de Monclar-de-Quercy. L'édifice est référencé dans la base Mérimée et à l'Inventaire général Région Occitanie[39].
- Église Saint-Martin de Chouastrac.
- Église Saint-Michel des Lials.
- Église Saint-Saturnin de Marnhiac.
- Église Saint-Blaise de Saint-Blaise.

#### Équipements de loisirs
L'ensemble lacustre de loisirs est constitué de trois lacs terrasses avec un petit train qui l'entoure.

### Personnalités liées à la commune
- Paul Guillaume Farges (1844-1912), missionnaire et botaniste, envoyé en Chine où il collecta plus 4 000 spécimens de plantes envoyés au Muséum national d'histoire naturelle.
- Raoul Magrin-Vernerey dit Ralph Monclar (1892-1964), général de corps d'armée et compagnon de la Libération. Il prit pendant la Seconde Guerre mondiale le nom de guerre de Monclar, sa famille étant originaire de ce village.
- Famille de Martin de Viviés, famille de la noblesse française.